# Prasa Baranowskiego
Prasa Baranowskiego – prasa mechaniczna używana do cechowania próbek (zgniotków) używanych w przyrządzie zgniotkowym do badań balistycznych. Nacisk wywierany jest za pomocą układu dźwigni i dużych ciężarków o znanej masie. Umożliwia dużą dokładność i powtarzalność wyników.